# Collyris elegans
Espèce
Synonymes
Colliuris elegans Vanderl., 1829
Collyris elegans est un genre de coléoptères de la famille des Carabidae, de la sous-famille des Cicindelinae, de la tribu des Collyridini et de la sous-tribu des Collyridina. Elle se rencontre à Java.
Il est à noter que le nom en synonymie, Colliuris elegans, est utilisé par Guerin-Meneville, en 1855, pour décrire une espèce du Brésil.